# ACOT9
ACOT9 (англ. Acyl-CoA thioesterase 9) – білок, який кодується однойменним геном, розташованим у людей на X-хромосомі. Довжина поліпептидного ланцюга білка становить 439 амінокислот, а молекулярна маса — 49 902.
| 10         |  | 20         |  | 30         |  | 40         |  | 50         |
| ---------- |  | ---------- |  | ---------- |  | ---------- |  | ---------- |
| MRRAALRLCA |  | LGKGQLTPGR |  | GLTQGPQNPK |  | KQGIFHIHEV |  | RDKLREIVGA |
| STNWRDHVKA |  | MEERKLLHSF |  | LAKSQDGLPP |  | RRMKDSYIEV |  | LLPLGSEPEL |
| REKYLTVQNT |  | VRFGRILEDL |  | DSLGVLICYM |  | HNKIHSAKMS |  | PLSIVTALVD |
| KIDMCKKSLS |  | PEQDIKFSGH |  | VSWVGKTSME |  | VKMQMFQLHG |  | DEFCPVLDAT |
| FVMVARDSEN |  | KGPAFVNPLI |  | PESPEEEELF |  | RQGELNKGRR |  | IAFSSTSLLK |
| MAPSAEERTT |  | IHEMFLSTLD |  | PKTISFRSRV |  | LPSNAVWMEN |  | SKLKSLEICH |
| PQERNIFNRI |  | FGGFLMRKAY |  | ELAWATACSF |  | GGSRPFVVAV |  | DDIMFQKPVE |
| VGSLLFLSSQ |  | VCFTQNNYIQ |  | VRVHSEVASL |  | QEKQHTTTNV |  | FHFTFMSEKE |
| VPLVFPKTYG |  | ESMLYLDGQR |  | HFNSMSGPAT |  | LRKDYLVEP  |  |            |

A: Аланін

C: Цистеїн

D: Аспарагінова кислота

E: Глутамінова кислота

F: Фенілаланін

G: Гліцин

H: Гістидин

I: Ізолейцин

K: Лізин

L: Лейцин

M: Метіонін

N: Аспарагін

P: Пролін

Q: Глутамін

R: Аргінін

S: Серин

T: Треонін

V: Валін

W: Триптофан

Кодований геном білок за функціями належить до гідролаз, серинових естераз. 
Задіяний у таких біологічних процесах, як ацетилювання, альтернативний сплайсинг. 
Локалізований у мітохондрії.